# 707e division d'infanterie
La 707e division d'infanterie (en allemand : 707. Infanterie-Division ou 707. ID) est une des divisions d'infanterie de l'armée allemande (Wehrmacht) durant la Seconde Guerre mondiale.

## Historique

### Créations
La 707. Infanterie-Division est formée le 2 mai 1941, en tant que division statique d'occupation dans le Wehrkreis VII en tant qu'élément de la 15. Welle (15e vague de mobilisation).
Elle est transférée sur le Front de l'Est en août 1941 où elle sert de force d'occupation et de sécurité, ainsi qu'à la lutte anti-partisannes sur les lignes arrière du Heeresgruppe Mitte. Elle est créditée de l'arrestation de Macha Brouskina, jeune partisane de 18 ans pendue en public à Minsk le 26 octobre 1941 en compagnie de 11 autres personnes.
Elle est coupable de crimes de guerre pour avoir été directement impliquée dans l'assassinat de 10 000 juifs biélorusse pendant l'automne/hiver 1941-1942 (la 707. ID est la seule division connue de la Wehrmacht à avoir été impliquée dans l'Holocauste).
De plus,des soldats du 727e régiment d'infanterie ont pris part à l'assassinat d'au moins 12 civils soviétiques capturés près du village de Gololobovo en septembre 1942.
Pendant l'été 1943, la division combat à Briansk au sein de la 2. Panzerarmee.
Intégrée depuis septembre 1943 à la 9. Armee, elle est détruite près de Bobrouïsk en juin 1944 durant la grande offensive d'été soviétique.
Elle est officiellement dissoute le 3 août 1944.

## Organisation

### Commandants
| Date                              | Grade           | Commandant                                                   |
| --------------------------------- | --------------- | ------------------------------------------------------------ |
| 3 mai 1941 - 22 février 1943      | Generalmajor    | Anton-Reichard Freiherr von Mauchenheim genannt Bechtolsheim |
| 22 février 1943 - 25 avril 1943   | Generalleutnant | Hans Freiherr von Falkenstein                                |
| 25 avril 1943 - 1er juin 1943     | Generalleutnant | Wilhelm Rußwurm                                              |
| 1er juin 1943 - 3 décembre 1943   | Generalleutnant | Rudolf Busich                                                |
| 3 décembre 1943 - 12 janvier 1944 | Generalmajor    | Alexander Conrady                                            |
| 12 janvier 1944 - 15 mai 1944     | Generalleutnant | Rudolf Busich                                                |
| 15 mai 1944 - 27 juin 1944        | Generalmajor    | Gustav Gihr                                                  |

### Officiers d'opérations (Generalstabsoffiziere (Ia))
| Date                     | Grade          | Commandant                |
| ------------------------ | -------------- | ------------------------- |
| Mai 1941 - Mai 1943      | Oberstleutnant | Fritz-Wedig von der Osten |
| Mai 1943 - Février 1944  | Oberstleutnant | Edmund Graf von Boullion  |
| Février 1944 - Juin 1944 | Major          | Klaus Mayer               |

## Théâtres d'opérations
- Allemagne : Mai 1941 - Août 1941
- Front de l'Est, secteur Centre : Août 1941 – Juin 1944

## Ordre de bataille
- Grenadier-Regiment 727
- Grenadier-Regiment 747
- Artillerie-Abteilung 657
- Feldersatz-Bataillon 707
- Nachrichten-Kompanie (plus tard, Abteilung) 707
- Pionier-Kompanie 707
- Versorgungstruppen 707